# 什切青老城区
老城区（波兰语：Stare Miasto，德语：Altstadt）是波兰城市什切青的一个区，位于奥得河左岸。这是该市最古老的地区，2011年人口4,816人。